# Bioraffinerie

Die häufigste Verbindung in Biomasse ist Glucose, die als Monomer, vor allem aber auch als Polymer in Form von Cellulose und Stärke vorkommt.

Bereits heute werden Pflanzenöle, die vor allem aus Triacylglycerinen bestehen, intensiv genutzt. (Die Reste R stehen für die Kohlenwasserstoffketten meist verschiedener Fettsäuren.)

Eine Bioraffinerie ist eine Raffinerie, in der aus Biomasse unter möglichst vollständiger Verwertung aller Rohstoffkomponenten verschiedene Zwischen- und Endprodukte (z. B. Chemikalien, Werkstoffe, Bioenergie) nachhaltig erzeugt werden. Es können als Nebenprodukte auch Lebens- und Futtermittel entstehen. Wichtig für eine Bioraffinerie sind ein zugrunde liegendes ganzheitliches Konzept und die Integration verschiedener Verfahren und Technologien. Das bedeutet, dass bei der Entwicklung aller in einer Bioraffinerie stattfindenden Prozesse, neben dem Produktionsprozess, auch die Herkunft der Rohstoffe sowie die Entsorgungsprozesse, mit berücksichtigt werden.
Das Prinzip der Bioraffinerie weist bis auf die Rohstoffe viele Ähnlichkeiten mit dem der Erdölraffinerie auf, in der der komplex zusammengesetzte Rohstoff Erdöl in einzelne Fraktionen oder Komponenten getrennt wird. Teilweise werden diese durch chemische Verfahren in andere, besser absetzbare Verbindungen umgewandelt.
Ein wichtiges Ziel des Konzepts „Bioraffinerie“ ist es, Erdöl als wichtigen Rohstoff der chemischen Industrie langfristig zu ersetzen und so zu einer biobasierten Industrie hin zu kommen. Das Energieministerium der Vereinigten Staaten bezeichnete Industrielle Bioraffinerien als vielversprechendsten Weg zu diesem Ziel. Eine effiziente und nachhaltige Verwendung von Biomasse steht auch im Fokus der nationalen Forschungsstrategie Bioökonomie 2030 der deutschen Bundesregierung, in welcher Bioraffinerien eine wichtige Rolle spielen.
Durch die stoffliche Verwertung der Biomasse kann in Bioraffinerien eine Vielzahl an Produkten gewonnen werden. Besonders Chemie- und Pharmaindustrien können als Abnehmer dieser Produkte profitieren. Die Weiterverarbeitung von biogenen Kohlenstoffquellen in der Industrie kann durchaus als wettbewerbsfähig angesehen werden. Beispielsweise wird Milchsäure fermentativ aus Zucker hergestellt und anschließend chemisch weiterverarbeitet, um den Biokunststoff PLA herzustellen. Ähnliches gilt auch für fermentativ hergestelltes Bioethanol, welches weiterverarbeitet wird zu Bioethylen oder Kraftstoffen.

## Rohstoff Biomasse
In der Produktion der technischen und chemischen Industrie werden viele Rohstoffe benötigt, welche kohlenstoffhaltig sind. Das sind, bedingt durch günstige Verfügbarkeit und die Industrialisierung, vor allem Rohstoffe auf der Basis von Erdöl. Allein auf die chemische Industrie entfielen 2017 600 Millionen Tonnen Rohöl, rund 14 % der weltweiten Jahresproduktion und weitere 8 % der weltweiten Jahresproduktion von Erdgas. Über 90 % aller hochwertigen Chemikalien (HVC) werden aus den Zwischenprodukten Naphtha (Erdöl) und Ethen (Erdgas) hergestellt. Der Rest wird überwiegend aus Kohle gewonnen. Nur ein geringer Teil wird bereits aus Biomasse als Rohstoff hergestellt. Dieser Anteil liegt bei etwa 5 % und dient in erster Linie zur Herstellung von Produkten wie Wasch- und Reinigungsmitteln und Kosmetika, aber auch von Kunststoffen und Schmiermitteln eingesetzt. Zusätzlich steigt die Nachfrage der hochwertigen Chemikalien um durchschnittlich 3,2 % pro Jahr (Berechnet für den Zeitraum 2010–2020).
Konzepte für Bioraffinerien, welche Holz, Stärkepflanzen, landwirtschaftliche Reststoffe, Energiegräser, Grassilage oder sogar Klärschlamm als kohlenstoffhaltige Rohstoffbasis vorsehen, existieren bereits. All diese Arten von Rohstoffen werden unter dem Begriff der Biomasse zusammengefasst, welche im Grunde eine komplexe Zusammensetzung aus organischen Verbindungen ist, die nicht fossilen Ursprungs sind.
Einen großen Anteil an dieser Masse machen Verbindungen aus, die zu den Kohlenhydraten, Proteinen (Eiweiße) und Fettsäuren gehören, sowie auch tierische Fette. Daneben finden sich zahlreiche weitere Verbindungen, die aber meist in geringeren Anteilen vorkommen, wie z. B. die Sekundärmetaboliten (bzw. Sekundäre Pflanzenstoffe). Je nach Biomasse, schwanken diese Anteile. Holz beispielsweise hat eine deutlich andere Zusammensetzung, verglichen mit Stärkepflanzen (z. B. Weizen, Mais), Ölpflanzen (Raps, Gras, Soja) oder Pflanzenabfällen.
Ein Beispiel: Betrachtet man die organischen Verbindungen, welche in Holz enthalten sind, so sieht man zunächst drei Gruppen: die Cellulosen, Hemicellulosen und das Lignin. Diese Verbindungen bilden das Grundgerüst der Struktur „Holz“ und bestehen im Grunde aus einem Komplex an Kohlenhydraten bzw. Polysacchariden (Vielfachzuckern). Holz lässt sich mechanisch zerkleinern oder durch Laugen auflösen, wie es beispielsweise bei der Papierherstellung der Fall ist. Dadurch ist es möglich die einzelnen Zucker freizulegen und als Plattformchemikalien weiter zu verwenden.
In Lignin sind neben Kohlenhydraten diverse Phenole enthalten, welche über verschiedene Verfahren, wie zum Beispiel der thermischen Spaltung des Lignins (Pyrolyse), isoliert werden können und im Anschluss in Gas oder flüssiger Form vorliegen. Viele landwirtschaftliche Reststoffe enthalten Lignin, welches bisher kaum wirtschaftlich genutzt wird. Zum Beispiel enthält Weizenstroh Anteile zwischen 8 und 30 % oder Rückschnitte von Obstbäumen Anteile zwischen 15 % und 40 %. Phenole sind eine Plattformchemikalie zur Herstellung von Kunstharzen, Klebstoffen und Bindemitteln. Auch gibt es Ansätze Lignin stofflich so zu nutzen, dass es für Batterien zur Energiespeicherung oder für Kosmetika und Medizin verwendet werden kann.
Biomasse ohne Konkurrenz zur Nahrungsmittelproduktion hat ein besonders hohes Potenzial als Rohstoff für den Einsatz in Bioraffinerien. Um festzustellen, auf welche Weise diese Biomasse genutzt werden kann, ist es notwendig bei der Erstellung von Konzepten für Bioraffinerien alle Stoffströme der verfügbaren Biomasse zu beachten, um mögliche Zielkonflikte zu vermeiden. Solche würden daraus resultieren, wenn der Humusaufbau oder die Kohlenstoffspeicherung in Böden gefährdet sind.
Produkte aus Biomasse werden daher so entwickelt, dass es möglich ist, diese am Ende der Nutzungsdauer recyceln bzw. kaskadenartig weiter zu nutzen.
Dies wird als Teil eines ganzheitlichen, kreislauffähigen Wirtschaftskonzepts angesehen, das darauf ausgelegt ist keine Rohstoffe zu verschwenden und gleichzeitig die natürlichen Stoffströme nicht zu stören.

## Grundprinzip
In einer Bioraffinerie wird versucht, bestimmte hochwertige Naturbausteine, die Präkursoren aus der Biomasse zu isolieren. Dabei wird die Synthese-Vorleistung der Natur genutzt, um entweder aufwendige, künstliche Herstellungsprozesse zu ersetzen, oder um komplexe, nicht künstlich herstellbare Verbindungen zu gewinnen. Diese werden weiter zu Plattformchemikalien verarbeitet, welche als Synthesebausteine für eine Vielfalt höherwertiger Verbindungen dienen. In mehreren weiteren Stufen können so nutzbare Endprodukte hergestellt werden.
Eine andere Möglichkeit die Präkursoren aus der Biomasse zu isolieren, ist über chemische und physikalische Spaltungsprozesse, wie zum Beispiel bei der Synthesegas-Bioraffinerie. Dort werden die Bestandteile bewusst in die chemischen Grundstoffe Kohlenstoffmonoxid (CO) und Wasserstoff (H2) gespalten um daraus wieder komplexe Verbindungen aufzubauen. Gemeinsam haben beide Konzepte, dass ein Teil der Biomasse immer energetisch genutzt wird, um die Energie, welche für das Verfahren benötigt wird, auch nachhaltig bereitzustellen.
Das Prinzip der Bioraffinerie wurde mit der Zeit so erweitert, dass der Rohstoff bei der Umwandlung in Produkte, möglichst vollständig verwertet wird. Das schließt damit auch die Nutzung der Nebenprodukte mit ein, wodurch die Bioraffinerie an Effizienz und Nachhaltigkeit gewinnt. Je nach Art des eingesetzten Rohstoffs und verwendeten Verfahren zur Isolierung der Präkursoren, können in einer einzelnen Bioraffinerie verschiedene Produkte für die industriellen Bereiche der Chemie, Nahrungsmittelbranche oder Energie hergestellt werden.
Nebenstoffströme enthalten häufig weitere Anteile an nutzbarer Biomasse, welche aufgearbeitet werden müssen. Verbleibt am Ende der Verarbeitung ein nicht mehr stofflich nutzbarer Rest, so wird dieser Anteil immer energetisch genutzt, um damit Strom und Wärme für den Anlagenbetrieb zu generieren.
Um Probleme wie hohe Einsätze von Biomasse mit geringer Output-Menge zu vermeiden, wird die Effizienz der Biomasse in der Bioraffinerie gesteigert, durch eine Förderung der Kaskadennutzung. Eine zentrale Fragestellung dabei ist, welche Mengen nachhaltig landwirtschaftlich erzeugter Biomasse genutzt werden können, ohne dabei die Ernährungssicherheit zu beeinträchtigen.

## Geschichte und Entwicklungsphasen
In den letzten Jahrzehnten wurden verschiedene Definitionen des Begriffs Bioraffinerie ausgearbeitet. Das Energieministerium der Vereinigten Staaten (DOE) definiert eine Bioraffinerie als „ein Gesamtkonzept für eine Verarbeitungsstätte, in der Biomasse-Rohstoffe extrahiert und in eine Reihe wertvoller Produkte umgewandelt werden“.
Andere Quellen definieren eine Bioraffinerie als ein spezifischeres Konzept, das sich enger an das Konzept der Ölraffinerie in der petrochemischen Industrie anlehnt. Damit wird die Bioraffinerie definiert, als ein Industriezweig zur nachhaltigen Umwandlung von Biomasse in eine Reihe marktfähiger Produkte (Nahrungsmittel, Futtermittel, Werkstoffe, Chemikalien) und Energie (Wärme, Elektrizität, Kraftstoffe), wobei eine Vielzahl von Umwandlungstechnologien (Konversionstechnologien) in integrierter Weise eingesetzt werden.
Zusammen mit der Epoche, der auf fossilen Brennstoffen basierenden Industrie, sind einige ökologische Probleme aufgetreten. Insbesondere der menschengemachte Klimawandel und der Verlust von Ökosystemen, durch „Raubbau“ endlicher Ressourcen, haben den Wunsch nach mehr Nachhaltigkeit angestoßen. Der Ansatzpunkt, bei der Entwicklung neuer Produkte basierend auf Biomasse, befand sich auf der Substitution von Erdöl als Produktrohstoff. Fossile Rohstoffe dienten zunächst vor allem der Energieerzeugung, da der weltweite Energieverbrauch Mitte der 1960er Jahre stark angestiegen ist. Mit dem steigenden Verbrauch von Heizöl und Benzin, stieg die Wirtschaftlichkeit von Erdöl und die innovativen Techniken der Rohöldestillation nahmen zu. Mit der Einführung der Crackertechnologien (Cracken) und damit der Produktion von erdölbasierten Kunststoffen und anderen Produkten, entstanden die bis dahin größten chemischen Raffinerieanlagen. Erst zur Zeit der Ölkrise in den 1970ern begann die allmähliche Abkehr vom Erdöl.
Mit dem Zusammenfassen der wissenschaftlichen Forschungen zum Klimawandel durch das IPCC beginnend Ende der 1980er, konnten Grundlagen für politische Entscheidungsträger geschaffen werden, welche sich zielführend mit mehr Klimaschutz befassen. Darunter zählt auch die Senkung von Treibhausgasen und das zugehörige Bewerten von Minderungs- und Anpassungsstrategien. Das Konzept der Bioraffinerie ist Teil dieser Strategien. Es kann als Werkzeug für eine Transformation von einem fossilen Wirtschaftssystem hin zu einer Bioökonomie angesehen werden.
Anfang der 2000er, durch einen weiteren Anstieg der Rohölpreise ausgelöst, gab es einen ersten Boom in Anlagentechnologien, welche als Bioraffinerien bezeichnet wurden. Zunächst wurde auf einfache stoffliche Nutzung der Biomasse gesetzt, das heißt auf solche Prozesse die in der landwirtschaftlichen Konversionstechnik (Umwandlung von Rohstoffen in wirtschaftlich nutzbare Produkte) bereits bekannt waren. Die erste Bezeichnung für diese Art von Bioraffinerien war die Phase-I-Bioraffinerie, nach der weitere Phasen folgen sollten. Auch bei Bioraffinerien lag der Fokus zunächst auf der Wirtschaftlichkeit und darauf die Energieversorgung ohne Erdöl decken zu können. Daraus resultierte, dass sich heute viele Bioraffinerien selbst mit Energie versorgen können, indem anfallende Nebenströme, die nicht weiterverarbeitet werden können, in Wärme oder Strom umgewandelt werden.
| Beispiele für „Phase-I-Bioraffinerien“ |
| --- |
| Konversionsanlagen welche nur ein Hauptprodukt aus einem Rohstoff erzeugen, wie beispielsweise die Umesterung von Rapsöl zu Biodiesel. |
| Technische Anlagen welche nur zur Aufbereitung der Biomasse dienen und diese damit nur geringfügig verändern, wie zum Beispiel ein Sägewerk zur Holzverarbeitung. |
| Fabriken und technische Anlagen, in welchen keine lokale Primärraffinationen und auch keine weiteren Umwandlungsschritte, wie die Sekundärraffination, stattfinden. Dazu zählen beispielsweise einzelne Fermentationsanlagen oder Papierfabriken ohne vorgeschaltetes Zellstoffwerk. |

Als Primärraffination werden einfache Schritte bezeichnet, welche aus einem einzelnen biobasierten Rohstoff, wie beispielsweise Raps, ein Produkt hergestellten (Rapsöl). Dabei kann es sich um Zerkleinerungs-, Trennungs-, Aufbereitungs-, oder Sortierungsprozesse handeln. Bei der Sekundärrafination kommen Konversions- und Veredelungsschritte zum Einsatz, welche aus den Bereichen der chemischen, thermischen oder biotechnologischen Verfahren stammen. Phase-I-Bioraffinerien werden daher im engeren Sinn nicht mehr als Bioraffinerien angesehen, da sich im Konzept die Integration aller Produktströme nicht ausreichend wiederfindet.
Nach der VDI-Richtlinie 6310 werden daher folgende Konzepte für Bioraffinerien unterschieden, welche alle gemeinsam aufweisen, dass Prozessschritte zur Primär- und Sekundärraffination existieren:
- Zucker- und Stärke-Bioraffinerie
- Pflanzenöl- und Algenlipid-Bioraffinerie
- Lignocellulose- oder auch Hemicellulose- bzw. Ganzpflanzenraffinerie
- Grüne Bioraffinerie
- Synthesegasbioraffinerie
- „Elektrobioraffinerie“

Während Zucker-, Stärke- und Pflanzenöl-Bioraffinerien sich auf bereits bestehende Strukturen der entsprechenden Industrie stützen und demnach nur eine Erweiterung sind, so sind Algenlipid- und Elektrobioraffinerien Sonderformen, welche für bestimmte Anwendungsbereiche konzipiert werden.
Eine weitere Art Bioraffinerien zu klassifizieren erfolgt über die vier Strukturelemente, die in der Konversionstechnologie auftreten: der Rohstoff, die Plattform, das Produkt und der Prozess. Bei dem Rohstoff handelt es sich um die eingesetzte Biomasse, während die Plattform der Stoff ist, der zur Produktion benötigt wird und dem mindestens eine Stufe der Primärraffination vorausgeht. Eine Plattform kann beispielsweise Stärke, Cellulose, Methangas, Pflanzenfaser oder Ähnliches sein.
Die drei aussichtsreichsten Bioraffineriekonzepte sind die Lignocellulose- bzw. Ganzpflanzenraffinerie, die Grüne Bioraffinerie und die Synthesegasbioraffinerie und im Prinzip nach dem jeweiligen eingesetzten Rohstoff benannt:

### Lignocellulose-(Ganzpflanzen-)Bioraffinerie
Die Lignocellulose-Bioraffinerie gilt als aussichtsreichste Bioraffinerie. Ein wesentlicher Vorteil ist, dass sie nicht in Konkurrenz mit Nahrungsmittelproduktion steht, da nur Rohstoffe benutzt werden, die sich nicht als Nahrungsmittel eignen. Zu diesen Rohstoffen zählen neben Holzresten vor allem stark verholzte Pflanzenteile, beispielsweise aus der Landschaftspflege, oder schwer fermentierbare Strohreste und Halmgut aus der Landwirtschaft.
Die langsame Pyrolyse von Holz zu Holzkohle in traditionellen Erdmeilern ist eine der ältesten Formen der Biomasseumwandlung. Das Verfahren wurde vielfach verbessert bis hin zur Konstruktion einfacher Batch-Reaktoren (siehe auch Retorten), in welchen zerkleinertes Holz pyrolisiert wird und die Gasphase abgekühlt, sowie unter Umständen mehrstufig kondensiert. Die Herstellung von Holzkohle in Batch-Reaktoren kann als eine der ersten Formen von Bioraffinerien betrachtet werden. Dabei kann neben Holzkohle auch beispielsweise Essigsäure und Energie gewonnen werden.
Eine Lignocellulose-Bioraffinerie verwendet Rohstoffe, die Lignocellulose – eine Struktur, die aus Lignin, Cellulose und Hemicellulose besteht – enthalten. Dazu zählt Holz, aber auch Stroh und Gras, sowie Abfälle aus der Papierindustrie, wie z. B. die in großen Mengen anfallende ligninreiche Schwarzlauge, können eingesetzt werden. Lignin besteht vor allem aus Derivaten, der aromatischen Verbindung Phenol, die für die chemische Industrie nützlich sein könnten.
Cellulose ist ein Polysaccharid (Vielfachzucker) aus dem Monomer Glucose (eine Hexose). Diese kann zu verschiedenen Grundchemikalien, wie z. B. Ethanol und Ethen als Ausgangsprodukt zur Herstellung von Polyethylen (PE) und Polyvinylchlorid (PVC) oder zu Hydroxymethylfurfural als Ausgangsprodukt zur Herstellung von Nylon, weiterverarbeitet werden. Daneben ist Glucose ein Substrat für biotechnologische Herstellungsprozesse durch Fermentation. Hemicellulose ist ebenfalls ein Polysaccharid, allerdings aus verschiedenen Pentosen als Monomer. Daraus können Furfural-Derivate, Nylon und andere Produkte gewonnen werden. Furfural-Derivate können das für Menschen toxische Formaldehyd in Produkten ersetzten und eine weitere Anwendungsmöglichkeit ist die Hydrierung zu Furfurylalkohol.
Karbonisierungsverfahren, insbesondere die hydrothermale Karbonisierung (HTC), eröffnen für Lignocellulose-Bioraffinerien Möglichkeiten, um aus dieser Vielzahl an Ausgangsstoffen Rohstoffe und Zwischenprodukte zur Weiterverarbeitung zu gewinnen. Besonderes Potenzial weisen hier organische Reste und Abfälle auf. Als mögliche Anwendungsgebiete für karbonisierte Biomasse sind einige zu nennen, darunter Energiegewinnung, Adsorptionsmittel, Zuschlagstoffe oder als Bodenverbesserung, zum Beispiel in Form von Biokohle, für die Landwirtschaft.
Aus Lignocellulose kann durch Trennoperationen Glucose freigelegt werden, welche wiederum zu Fructose isomerisiert werden kann. Dadurch ist es möglich die Plattformchemikalie Hydroxymethylfurfural (HMF) zu synthetisieren, welche wirtschaftlich gesehen großes Potenzial besitzt. Für den Einsatz von HMF zählt zur Gruppe der Furane und es ist möglich daraus einen biobasierten Kunststoff (PEF) herzustellen, welcher dieselben Eigenschaften wie Polyethylen besitzt.

### Grüne Bioraffinerie
Die Grüne Bioraffinerie verwendet grünes oder siliertes Pflanzenmaterial, wie z. B. Gras, Klee, Luzerne oder auch unreifes (grünes) Getreide aus der Landwirtschaft.
Ein wesentlicher Unterschied zu anderen Konzepten ist, dass frische Pflanze verwendet wird, deren Inhaltsstoffe sich von Holz oder abgereiften Pflanzenteilen deutlich unterscheiden. Der erste Aufbereitungsschritt ist das Abpressen des Pflanzensafts, damit sich die cellulosereichen Fasern von den löslichen Pflanzenstoffen trennen. Der Presskuchen enthält vor allem Fasern (Cellulose), wie auch Stärke, Farbstoffe und Pigmente. Im Presssaft finden sich Proteine, Aminosäuren, organische Säuren etc. Daraus könnten z. B. Produkte wie Milchsäure, Aminosäuren, Ethanol etc. isoliert werden. Der Presskuchen kann als Futtermittel, zur Erzeugung von Syngas und Biogas oder auch zur Gewinnung von chemischen Verbindungen verwendet werden.
Die Fasern eignen sich außerdem als Rohmaterial für faserbasierte Produkte, wie Dämmstoffe, faserverstärkte Verbundwerkstoffe oder weitere Anwendungen, bei denen reine Cellulosefasern benötigt werden. Reststoffe aus der Verarbeitung des Presskuchens und –safts eignen sich als Substrate für Biogasanlagen, welche sich mit den Wasser- und Wärmeströmen der Grünen Bioraffinerie verbinden lassen. Da die Grüne Bioraffinerie mit leicht fermentierbaren Substraten arbeitet, ist das Koppeln mit einer Biogasanlage zur Energie- und Wärmeversorgung der Prozesse zweckmäßig. Diese Art der Bioraffinerie ist somit autark.

### Synthesegas-Bioraffinerie
Die Konversionstechnik der Synthesegas-Bioraffinerie basiert auf thermo-chemischen Prozessen und konzentriert sich vor allem auf die thermische Vergasung von Biomasse. Ähnlich wie bei der Lignocellulose-Bioraffinerie wird hier vor allem verholzte Biomasse genutzt. Daher wird der angewendete Prozess in der Regel als Holzvergasung bezeichnet. Die Biomasse wird mithilfe eines Vergasungs- oder Oxidationsmittels (meist Luft, Sauerstoff, Kohlendioxid oder Wasserdampf) in ein Brenngas umgewandelt.
Eine mögliche Nutzung des Brenngases, ist die in entsprechenden Verbrennungsanlagen zur Erzeugung von Wärme und Strom. Bei der Kraft-Wärme-Kopplung ist die Effizienz der Energie- und Stromerzeugung besonders hoch. Eine weitere mögliche Nutzung ist die als Synthesegas. Dies kann für die chemische Synthese verschiedener Produkte eingesetzt werden und entspricht der Nutzung von Synthesegasen aus Erdgas und anderen fossilen Energieträgern wie Kohle und Naphtha.
Auch bei der Produktion von Biokraftstoffen sind Synthesegase ein mögliches Zwischenprodukt. Der Grundgedanke liegt hier in der vollständigen Substitution fossiler Rohstoffe, welche bisher für die Produktion von Synthesegasen verwendet wurden.

## Beispiele

### Grüne-Bioraffinerie-Demonstrationsanlage in Utzenaich

Milchsäure kann ein wichtiges Produkt von Grünen Bioraffinerien sein, z. B. zur Verwendung als Plattformchemikalie.

In Österreich wurde im Mai 2009 eine Grüne Bioraffinerie als Demonstrationsanlage eröffnet. Es wird Grassilage verwendet, aus der Aminosäuren und Milchsäure gewonnen werden sollen. Feste Anteile werden in einer Biogasanlage energetisch verwertet. Es können 4 t Grassilage pro Stunde bzw. 100 l Presssaft pro Stunde verarbeitet werden. Pro Tonne Silage-Trockensubstanz können 150 bis 210 kg Milchsäure und 80 bis 120 kg Rohprotein (Aminosäuren) gewonnen werden. Ziel ist das Gewinnen von Erkenntnissen, welche die Konzipierung industrieller Anlagen unterstützen.

### Lignocellulose-Bioraffinerie-Pilotanlage in Leuna
In einem von der Fachagentur Nachwachsende Rohstoffe e. V. koordinierten Projekt wurden seit 2007 Verfahrenskonzepte für Lignocellulose-Bioraffinerien entwickelt. In einem Nachfolgeprojekt soll in Leuna (Sachsen-Anhalt) eine erste Versuchsanlage aufgebaut werden, die täglich 1,25 t Holz verarbeitet. Langfristig werden Anlagen mit Verarbeitungskapazitäten von 400.000 t/a für möglich gehalten.

### Biowert-Anlage Brensbach
Die Biowert-Anlage arbeite mit einem an die Grüne Bioraffinerie angelehnten Prinzip. Als Rohstoff dient Gras bzw. Grassilage. Diese wird gepresst und der flüssige Anteil in einer Biogasanlage, die auch Prozessenergie bzw. Prozesswärme liefert, vergoren. Der Presskuchen enthält einen hohen Faseranteil, aus dem Dämmstoffe oder faserige Zusätze für Kunststoff (Naturfaserverstärkter Kunststoff) erzeugt werden.

## Verfahren und Produkte
(siehe auch Artikel Raffination, Stärke als nachwachsender Rohstoff, Zucker als nachwachsender Rohstoff und Nachwachsender Rohstoff)

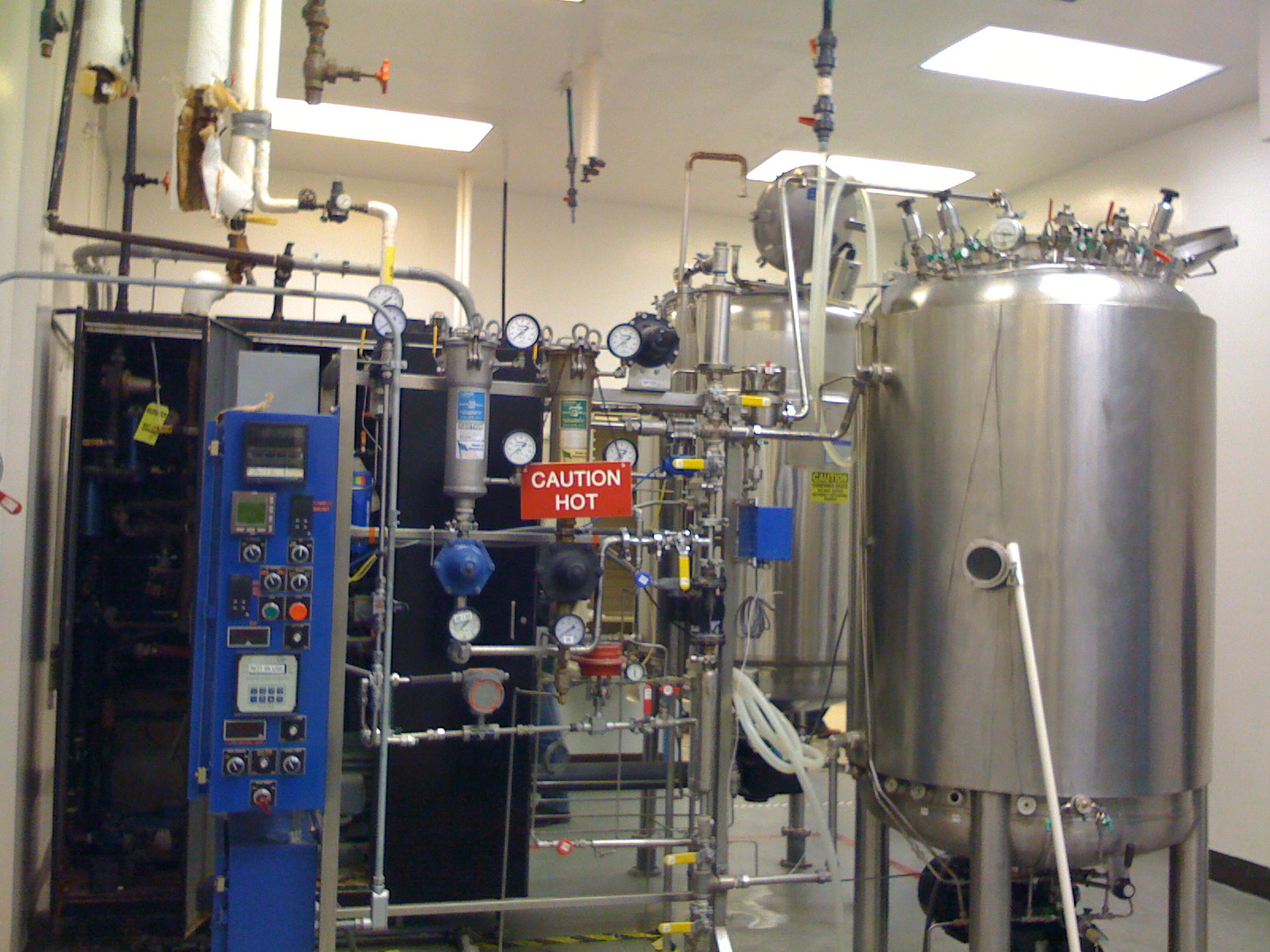
In Bioreaktoren können aus der Biomasse andere Verbindungen erzeugt werden, wie z. B. auch sehr hochwertige Produkte für die Pharmaindustrie: Anlage zur Herstellung von Vakzinen

In der Bioraffinerie ist eine Vielzahl von Verfahren notwendig, um den Rohstoff aufzubereiten, bestimmte Fraktionen zu isolieren und mit chemischen, chemisch-physikalischen und biotechnologischen Verfahren weitere Verbindungen abzuleiten: Damit die Bioraffinerie möglichst nachhaltig arbeitet, sollten Methoden der grünen Chemie genutzt werden und deren Grundsätze eingehalten werden.
- Aufbereitung z. B. durch:
  - Pressen
  - Zerkleinerung durch Mahlen, Häckseln etc.
- Trennen und Isolieren durch (siehe auch Trennverfahren (Verfahrenstechnik)):
  - Sieben und Filtration
  - Extraktion
  - Chromatographie
  - etc.

Mit diesen Verfahren lassen sich bereits in der Biomasse vorhandene Stoffe und Verbindungen gewinnen. Durch chemische Veränderung lässt sich das Produktspektrum aber noch deutlich erweitern:
- Verarbeitung mit chemischen und chemisch-physikalischen Verfahren:
  - Pyrolyse zur Herstellung von Synthesegas
  - Verwendung von Synthesegas zur Synthese neuer Verbindungen, z. B. BtL und anderen Kohlenwasserstoffen durch Fischer-Tropsch-Synthese
  - Verbrennung zur Erzeugung von Strom und Wärme
- Chemische Veränderung mit biotechnologischen Verfahren (siehe auch Biotechnologie und Weiße Biotechnologie):
  - Verwendung des Rohstoffs bzw. von Anteilen für Fermentationen, z. B. zur Herstellung von Grund- und Feinchemikalien, Ethanol, Biogas, Rohstoffen zur Herstellung von bio-basierten Kunststoffen, Vitaminen, Aminosäuren etc.
  - Biokatalyse mit isolierten Enzymen zur Modifikation bestimmter Verbindungen, z. B. mit Amylasen zur hydrolytischen Spaltung von Stärke zu Glucose

## Gesundheitliche Bedeutung
In sämtlichen raffinierten Pflanzenölen sind 3-MCPD-Fettsäureester zu finden, wobei die Gehalte sich zum Teil stark unterscheiden. 3-MCPD wurde 2011 von der International Agency for Research on Cancer (IARC) als „mögliches Humankarzinogen“ eingestuft.

## Perspektive
Nach einer Marktstudie von Festel betrug 2001 der Anteil biotechnologisch hergestellter Chemikalien mit 30 Milliarden US-$ rund 2,5 % des Gesamtmarktes. Bis 2010 wurde ein Anstieg auf ca. 20 % (310 Milliarden US-$ bei einem Gesamtumsatz von 1600 Milliarden US-$) prognostiziert. Im Jahr 2007 betrug der Anteil 48 Milliarden US-$, was 3,5 % entsprach. Der Anteil der biotechnologisch produzierten Arzneistoffe betrug 2010 17 %.
Die Entwicklung der Bioraffinerie wurde in den USA in den vergangenen Jahren intensiv vorangetrieben. In die Förderung von Biomasse wurden jedes Jahr rund 360 Mio. US-Dollar investiert (2003: ca. 420 Mio. US-Dollar, 2005: ca. 310 Mio. US-Dollar). Dort erwarten Experten, dass bis 2020 ein Viertel der derzeit fossil-basierten organischen Grundstoffe und 10 % der Öle und Kraftstoffe mittels Bioraffinerie-Technologien produziert werden.
In der EU wurde in die Forschung zur Nutzung von Biomasse im Zuge des 6. Forschungsrahmenprogramms von Mitte 2002 bis 2006 insgesamt 74 Mio. Euro investiert. Im 7. Forschungsrahmenprogramm (2007–2013) wurde der jährliche Gesamtetat um 40 % erhöht, so dass auch bei der Forschung zur Biomassenutzung mit einer Erhöhung zu rechnen ist.